# ويليام دتشر
ويليام دتشر (بالإنجليزية: William Dutcher)‏ هو كاتب وعالم طيور أمريكي، ولد في 20 يناير 1846 في Stelton, New Jersey ‏ في الولايات المتحدة، وتوفي في 1 يوليو 1920.